# Donald Macdonald
Donald Macdonald (ur. 1 czerwca 1931 w Banff, zm. 24 lutego 2019 w Aberdeen) – szkocki rugbysta grający na pozycji wiązacza, reprezentant kraju.
Uczęszczał do Robert Gordon’s College w Aberdeen, a następnie do Royal Dick Vet College w Edynburgu.
W latach 1953–1958 rozegrał cztery testmecze dla szkockiej reprezentacji, wszystkie w Pucharze Pięciu Narodów, po dwa w edycjach 1953 i 1958.